# Escudo de Moldavia
El escudo de Moldavia  está compuesto por una figura de un águila de oro, con pico y garras de gules que sostiene en su pico una cruz ortodoxa de oro y, con sus garras, una rama de laurel de sinople y un cetro de oro. La figura del águila es prácticamente idéntica a la que figura en el escudo de Rumania. 
Sobre el pecho del águila figura el blasón que es un campo partido de gules y azur con los elementos heráldicos tradicionales de Moldavia, una cabeza de uro de oro con un sol del mismo metal entre sus cuernos y rodeada, a su izquierda, por una rosa de cinco pétalos de gules (representada en ocasiones de oro) y, a su derecha, un creciente también de oro. Este blasón con algunas diferencias también figura en uno de los cuarteles del escudo de Rumanía.
El escudo de Moldavia figura en el centro de la bandera nacional.

## Escudo soviético
Sustituyó el escudo de la República Socialista Soviética de Moldavia, adoptado el 10 de febrero de 1941, con los elementos típicos del comunismo (la estrella roja y la hoz y el martillo) junto con un sol naciente, emblema del futuro de la nación moldava, y símbolos agrícolas (trigo, maíz, uvas, manzanas). Llevaba una cinta roja con las iniciales de la República en moldavo escrito en alfabeto cirílico: PCCM (es decir, Република Советикэ Сочиалистэ Молдовеняскэ, Republica Sovietică Socialistă Moldovenească) (en español:República Socialista Soviética de Moldavia) y el lema de la URSS, «¡Proletarios de todo el mundo, uníos!", en moldavo y ruso.

Sello de Peter I Mushat. 1387
Escudo del príncipe de Moldavia Esteban el Grande
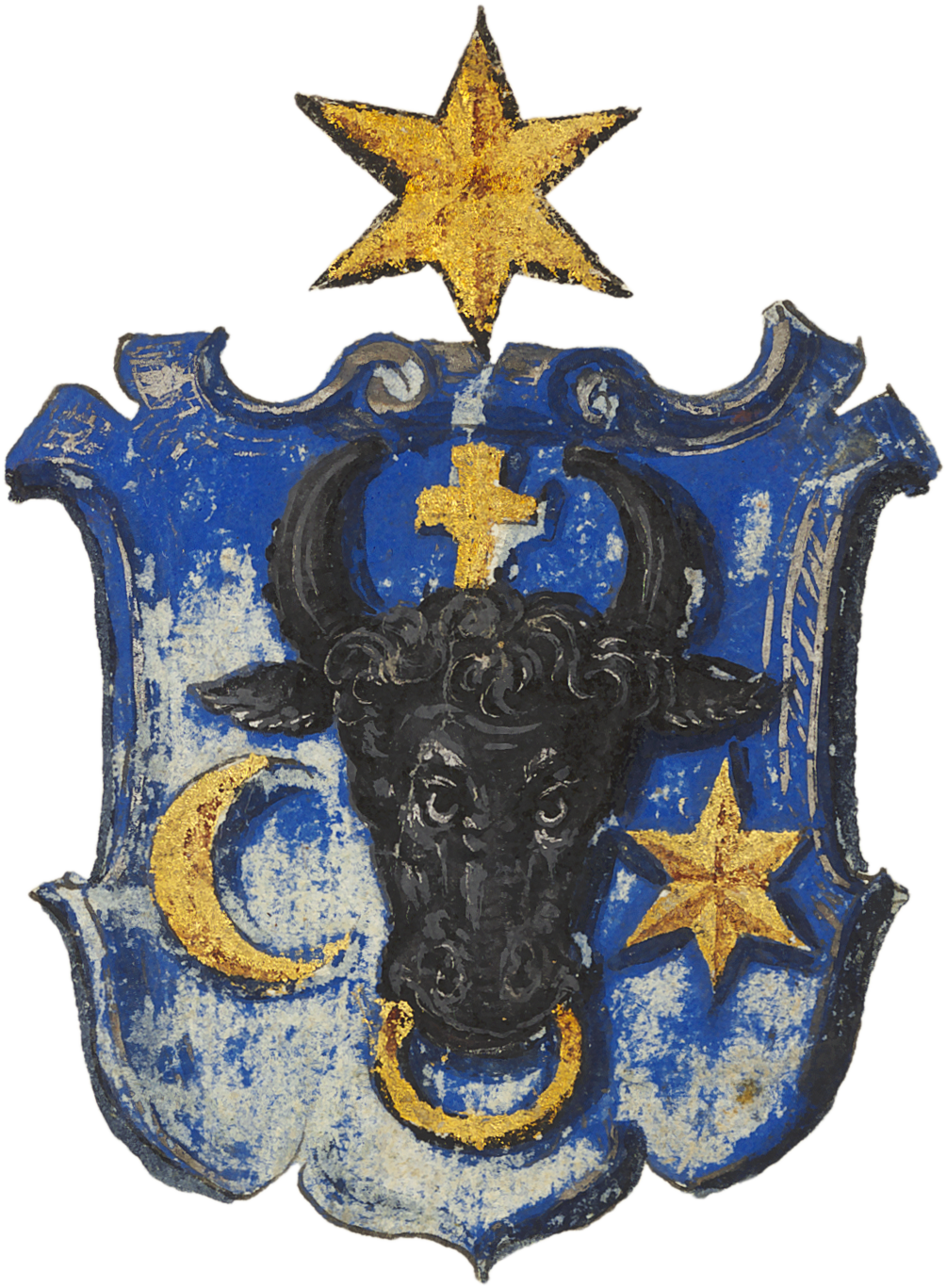
Escudo del Juan I Despot-Vodă, 1561
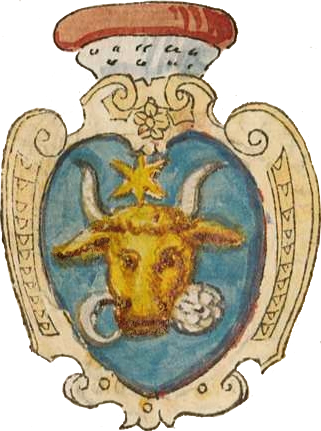
Escudo de armas. 1586
Escudo de armas. 1643
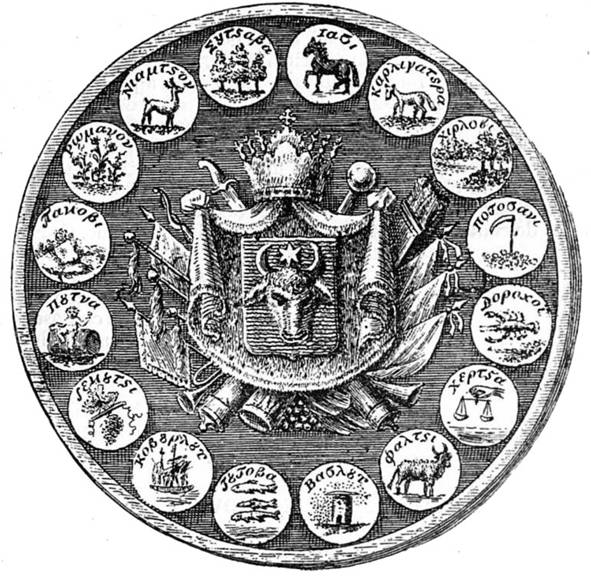
Escudo de armas. 1806–1807
Escudo de la Gobernación de Besarabia. 1878
Escudo de la República Democrática de Moldavia. 1917–1918
Escudo de la República Socialista Soviética de Moldavia. 1940–1941
Escudo de la República Socialista Soviética de Moldavia. 1941–1957
Escudo de la República Socialista Soviética de Moldavia. 1957–1981
Escudo de la República Socialista Soviética de Moldavia. 1981—1990